# Kuujjuarapik
Kuujjuarapik eller Kuujjuaraapik (inuktitut: ᑰᑦᔪᐊᕌᐱᒃ) är en nordlig bykommun (municipalité de village nordique) i provinsen Québec i Kanada. Den ligger i regionen Nord-du-Québec, i den östra delen av landet, 1 100 km norr om huvudstaden Ottawa. Antalet invånare var 792 vid folkräkningen 2021. Tillsammans med den angränsande creebyn Whapmagoostui bildar tätbebyggelsen i Kuujjuarapik tätorten (centre de population) Whapmagoostui - Kuujjuarapik.
Kuujjuarapiks flygplats ligger nära orten.